# 7947 Toland
7947 Toland eller 1992 BE2 är en asteroid i huvudbältet som upptäcktes den 30 januari 1992 av den belgiske astronomen Eric W. Elst vid La Silla-observatoriet. Den är uppkallad efter den irländske filosofen John Toland.
Asteroiden har en diameter på ungefär 2 kilometer.